# Gyrinus minutus
Gyrinus minutus ist eine Käferart aus der Familie der Taumelkäfer (Gyrinidae).

## Merkmale
Die Käfer erreichen eine Körperlänge von 3,5 bis 4,5 Millimetern. Ihr Körper ist an der Oberseite schwarz gefärbt und weist einen schwachen blauen Schimmer auf, die Unterseite ist braungelb. Der Kopf ist vorne ebenso wie der Seitenrand des Körpers matt bronzefarben, der Rand des Halsschildes und die Deckflügel sind purpurrot. Beine und die Epipleuren sind gelb. Das Schildchen (Scutellum) ist längsgekielt.

## Vorkommen
Die Art ist in Europa (nördlich bis nach Lappland) und bis nach Sibirien, Transbaikal, ins Amurgebiet und nach China verbreitet und kommt auch in Nordamerika vor. In Mitteleuropa ist sie weit verbreitet, im Süden aber seltener. Die Tiere sind vor allem in Mooren häufiger zu finden.